# Ituglanis ramiroi
Ituglanis ramiroi är en fiskart som beskrevs av Bichuette och Trajano 2004. Ituglanis ramiroi ingår i släktet Ituglanis och familjen Trichomycteridae. Inga underarter finns listade i Catalogue of Life.